# Myiarchus apicalis
Myiarchus apicalis е вид птица от семейство Tyrannidae.

## Разпространение
Видът е разпространен в Колумбия.